# 家禽

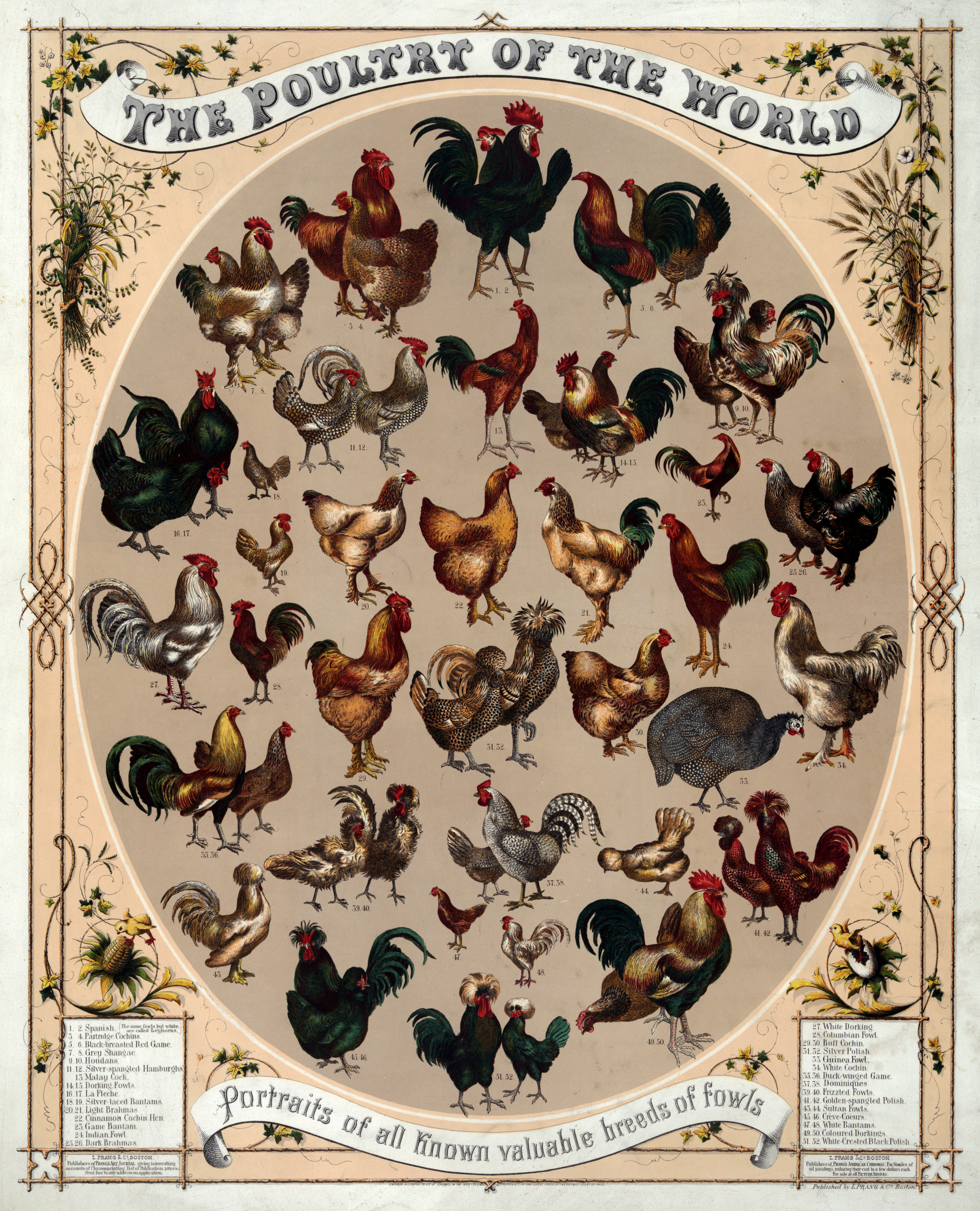
全世界的鸡品种

家禽或禽鳥，指的是經過人類長期飼養、已經被馴化的鸟类动物全體，家禽的存在主要为了方便人類获取其肉、卵（蛋）和羽毛；不過也有作为其他用处，例如格鬥、寵物、通訊和看家等，一般为雉科和鸭科动物。

## 名稱
家禽的英文单词“poultry”来自法语/诺曼语单词“poule”，它本身来自拉丁语单词“pullus”，意思是小动物、小家禽或小鸡 。

## 概要
最常見的家禽為鸡、鸭和鹅，也有其他科的鸟类如火鸡、鸽、鹌鹑和各种鸣禽，还包括为获取肉类而被杀死的其他鸟类，例如乳鸽等，但不包括为获取食物或者娱乐而进行游戏比赛的类似的“野生鸟类”。近年来，家禽的饲养种类越来越多，产生了许多饲养雉、孔雀、鸵鸟的大规模饲养场。家禽的驯化发生在数千年前，最初可能是由于人们从野外采集的蛋，进而孵化和饲养幼鸟，后来又将其进行圈养。驯养的鸡可能最初用于一种娱乐游戏斗鸡，但很快人类就就意识到它是一种稳定可靠的食物来源。
几个世纪以来，人類刻意选择繁殖能力高的、生长快速的、产蛋能力强、膽小的鳥類進行配種，導致同一品种的鳥類，牠們的现代樣子和古代祖先都大相徑庭。尽管部份價格高昂的家禽仍然可以自由放养在空曠的野外，但目前市场上的大多数家禽都必須一生呆在密集的飼養籠中，環境極其惡劣。其中絕大多數家禽自始至終都還保留著非常高的飛行能力，不過由於牠們的性格已經被徹底馴服完畢，所以不敢隨意探索陌生地區，甚至認主人，單獨行動時反而會產生焦慮，即使放歸野外也難以存活。
由家禽而来的肉类食材被称为“禽鳥肉”，其中以雞肉的數量為壓倒性的多，在2012年，全球雞肉的量可以佔到全部禽鳥肉的70％以上；一般禽鳥肉相比哺乳動物的肉和魚肉，能提供更多對人類有益的营养物質，例如高濃度的動物蛋白质和低飽和脂肪。

## 种类
| 家禽     | 野生祖先               | 最初馴養地                                                 | 用途                     | 圖片 |
| -------- | ---------------------- | ---------------------------------------------------------- | ------------------------ | ---- |
| 鸡       | 原雞                   | 東南亞                                                     | 肉、羽毛、蛋、擺設、皮革 |      |
| 鸭       | 绿头鸭                 | 多個地區                                                   | 肉、羽毛、蛋             |      |
| 鹅       | 灰雁、鸿雁             | 多個地區                                                   | 肉、羽毛、蛋             |      |
| 鸸鹋     | 鸸鹋                   | 多個地區（二十世紀）                                       | 肉、皮革、油             |      |
| 埃及雁   | 埃及雁                 | 埃及                                                       | 肉、羽毛、蛋、擺設       |      |
| 蓝孔雀   | 蓝孔雀                 | 多個地區                                                   | 肉、羽毛、擺設           |      |
| 疣鼻天鹅 | 疣鼻天鹅               | 多個地區                                                   | 羽毛、蛋                 |      |
| 黑頸鴕鳥 | 鸵鸟                   | 多個地區（二十世紀）                                       | 肉、羽毛、蛋、皮革       |      |
| 鴿子     | 原鸽                   | 中東                                                       | 肉、羽毛、擺設           |      |
| 鵪鶉     | 日本鵪鶉、山齒鶉、鵪鶉 | 日本、美国弗吉尼亚州、歐洲、中国大陆（出自礼记与本草纲目） | 肉、羽毛、蛋、寵物       |      |
| 火雞     | 野生火雞               | 墨西哥                                                     | 肉、羽毛                 |      |
| 珠雞     | 珠雞                   | 非洲                                                       | 肉                       |      |
| 秘魯彩䴉 | 秘魯彩䴉               | 的的喀喀湖                                                 | 肉、蛋                   |      |
| 番鸭     | 疣鼻栖鸭               | 美洲                                                       | 肉、蛋                   |      |

### 鹅

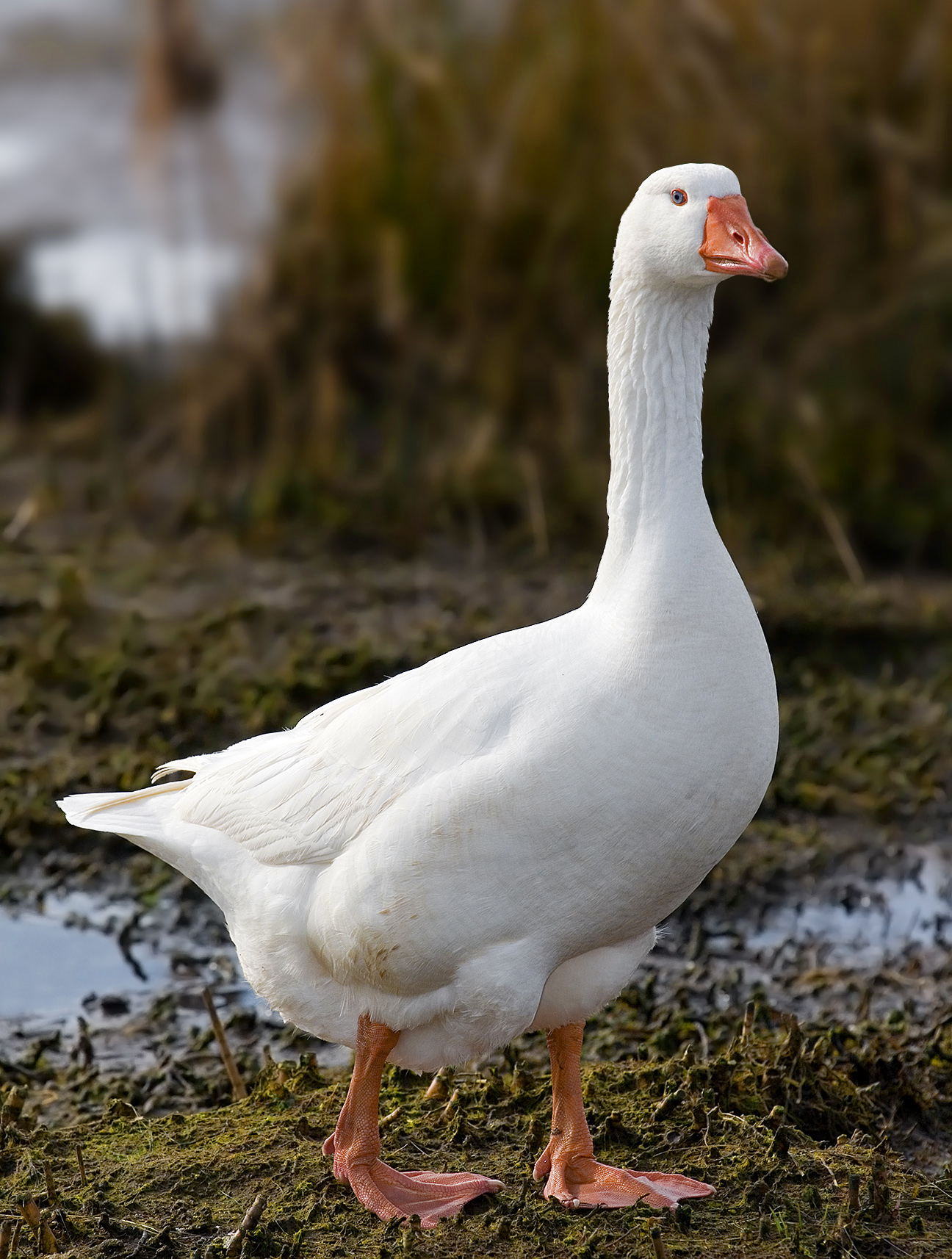
埃姆登鹅, 野生灰雁的一种后代

鹅的野生祖先有两个物种。灰雁至少3000年以前就已经被埃及人驯化。大约1000年后，西伯利亚居住的人类将另一种物种鸿雁驯服，这种被驯服的鹅又称为中国鹅。这两种鹅互相杂交，使得鸿雁家鹅头部的肉瘤在杂交后代产生了不同程度的变化。尽管鹅的驯化时间久，但是并没有取得像鸡鸭同等重要的商业地位。

## 外部連結
- 家禽推廣（页面存档备份，存于） - 行政院農業委員會畜產試驗所
- 中国农业科学院家禽研究所（Poultry lnstitute,Chinese Academy of Agricultural Sciences）（页面存档备份，存于）